# Gustav Krupp von Bohlen und Halbach
Gustav Krupp von Bohlen und Halbach (Haia, 7 de agosto de 1870 — Schloss Blühnbach, 16 de janeiro de 1950) foi um diplomata e empresário alemão e Wehrwirtschaftsführer o regime nazista.
. Era o quinto filho das sete crianças de Gustav von Bohlen und Halbach (1831-1890) e de Sophie Bohlen (1837-1915). Foi educado em Karlsruhe antes de estudar leis e política. Foi senador da Sociedade Kaiser Wilhelm, desde sua fundação em 1911 até 1937.
Foi diretor da indústria pesada Krupp AG, de 1909 a 1941. Foi processado no Tribunal de Nuremberg por praticar escravidão durante a Segunda Guerra Mundial. Não foi condenado, pois na época do julgamento foi considerado incapaz de responder por seus atos.